# Карлхайнц Щокхаузен
Карлхайнц Щокхаузен (на немски: Karlheinz Stockhausen) (22 август 1928 – 5 декември 2007) е германски композитор.
Представител на авангардизма в съвременната музика. В творбите си използва пунктуализма, алеаториката, конкретната и сериалната музика. Най-продуктивен е в електронната музика.
Шаблон:Композитор-мъниче
1. ↑  mn0000854925 //  Allmusic.